# راؤول هوسمان
راؤول هوسمان (بالألمانية: Raoul Hausmann) (فيينا 1886 - 1971 ليموج)، هو أحد مؤسسي حركة دادا الرئيسيين في برلين في عام 1918 في نهاية الحرب العالمية الأولى. بدأ مع أصدقائه في إعادة تعريف كامل الفن. هوسمان هو مخترع فن تركيب الصور. أعماله الفنية مزج بين تصوير سريالي وتشكيل. في عام 1933، فر هوسمان من ألمانيا النازية. بعد جولة أوروبية، لجأ إلى ليموزين قبل أن يستقر سنة 1945 في ليموج حيث عاش حتى وفاته في عام 1971.

## روابط خارجية
- راؤول هوسمان على موقع الموسوعة البريطانية (الإنجليزية)
- راؤول هوسمان على موقع ميوزك برينز (الإنجليزية)
- راؤول هوسمان على موقع ديسكوغز (الإنجليزية)